# Revista de la Facultad de Agronomía
Revista de la Facultad de Agronomía (abreviado Revista Fac. Agron. (Maracay)) es una revista con ilustraciones y descripciones botánicas que editado en Maracay (Venezuela) desde el año 1952.